# Костанај
Костанај (каз. Қостанай, рус. Костанай), раније Николајевск (рус. Николаевск), Кустанај (рус. Кустанай), је град Казахстану у Костанајској области. Према процени из 2010. у граду је живело 215.346 становника.

## Историја
Кустанај је 1895. добио име по богатиру Кустану, који се прославио као заштитник казахстанске земље од упада Калмика. У граду живе разне националности са руском већином. Град има 13 вишешколских, 12 средњошколских и 30 основношколских завода.

## Становништво
Према процени, у граду је 2010. живело 215.346 становника.
| 1979.    | 1989.    | 1999.    | 2010.   |
| -------- | -------- | -------- | ------- |
| 164.500. | 223.558. | 221.429. | 215.346 |

- Руса — 107 542 (50,00%)
- Казаха — 59 655 (28,63%)
- Украјинаца — 21 272 (10,00%)
- Немаца — 5 919 (2,78%)
- Татара — 4 380 (2,06%)
- Белоруса — 3 794 (1,78%)
- Корејца — 2 914 (1,37%)
- Азера — 1001 (0,47%)
- Јермена — 699 (0,33%)
- Чечена — 595 (0,28%)
- Башкира — 545 (0,26%)
- Пољака — 481 (0,23%)
- Ингуша — 440 (0,21%)
- Молдаваца — 433 (0,20%)
- осталих — 2 947 (1,39%)